# Främmande hamn
Främmande hamn är en svensk film från 1948, i regi av Hampe Faustman och med manus av Carl-Olof Anderberg. Filmen är baserad på Josef Kjellgrens pjäs Okänd svensk soldat från 1938.

## Handling
Det svenska lastfartyget S/S Castor ligger vintern 1938 vid kaj i Gdynia i Polen och väntar på att få lasta kol och sedan återvända till Sverige. På krogen Dicks Bar i hamnen försöker en akterseglad sjöman av okänd nationalitet berätta något för de svenska sjömännen, men blir bryskt utslängd av ägaren Dirty Dick (Alexander von Baumgarten). Senare under kvällen hittas sjömannen ihjälskjuten på kajen nära Castor. Samma kväll träffar en av sjömännen, Håkan (George Fant), judinnan Mimi (Illona Wieselmann), som flytt från Nazityskland och lever på flykt i Gdynia, hela tiden trakasserad av polisen. Håkan och hans kamrater bestämmer sig för att smuggla med henne till Sverige.
Kaptenen Greger (Adolf Jahr) får plötsligt order från rederiet om att lasta tyska "konserver" som ska till Sevilla. Efter påtryckning från den lokale rederiagenten (Jan Molander) och rederiets kund, vapensmugglaren (Stig Järrel), går han motvilligt med på det, eftersom han en gång tidigare sagt nej till rederiet, vilket kostat honom och hans familj dyrt. Efter lastningen anar sjömännen dock oråd, bryter upp en av lådorna och upptäcker att "konserverna" är handgranater. De inser att det var detta som den döde sjömannen försökte berätta om och förstår att lasten ska till Franco-sidan i spanska inbördeskriget, vilket vore ett brott mot internationella noninterventionskommitténs vapenembargo. Så de flesta av dem vägrar arbeta och går i land tillsammans med Mimi, väl medvetna om att de kan gripas av polisen för myteri.
Kaptenen ber fartygets pliktuppfyllde förste styrman (Fritiof Billquist) att snabbt trumma ihop en ny besättning bland alla arbetslösa sjömän i Gdynia. Men när denne kommer tillbaka till fartyget med den nya besättningen, överlämnar kaptenen befälet till honom och lämnar sedan fartyget, eftersom han aldrig ville skeppa vapnen till Spanien och insett att besättningen handlade rätt. Han tar in på ett hotellrum i hamnen och tänker kontakta svenska konsulatet nästa dag, men blir nedskjuten av tyska agenter.
Samtidigt går besättningen på den anonyme sjömannens begravning, där de tillsammans med andra sjömän stämmer upp i Internationalen. De grips på kyrkogården av polisen och förs tillbaka till fartyget, där andre styrman (Gösta Holmström) meddelar dem att rederiet, på grund av det som skett, bett honom att ta över befälet, byta ut lasten av "konserver" mot kol och sedan segla till Stockholm.
När Castor stävar norrut genom isen finns även Mimi ombord, precis som sjömännen lovat henne.

## Om filmen
Främmande hamn premiärvisades 2 oktober 1948 på biograf Grand i Stockholm. Den spelades in mellan februari och juni 1948 vid Sandrew-Ateljéerna i Stockholm, med exteriörer från Åbo i Finland, Värtahamnen och Ekensbergs varv. Som förlaga hade man Josef Kjellgrens pjäs Okänd svensk soldat från 1938, som uruppfördes på Folkteatern i Stockholm 1940.
Filmen fick överlag goda recensioner: A Gunnar Bergman kallade den i Aftontidningen "något av det strongaste, renhårigaste och vackraste man kan tänka sig", medan Carl Björkman på Dagens Nyheter skrev att det var "en redbar svensk film, ambitiös i sin strävan att skapa en realistisk bakgrund åt det renhårigt svenska sociala patos som sprakar ur Josef Kjellgrens skådespel 'Okänd svensk soldat'." Mikael Katz kallade den i Expressen "en spännande historia utan longörer, dock något hackigt och fladdrande berättad", medan Robin Hood i Stockholms-Tidningen skrev: "En rasande bra film med ett rosenrasande snopet slut."
Den blev Sveriges bidrag till filmfestivalen i Cannes 1949, där den emellertid blev utvisslad som kommunistpropaganda.

## Rollista i urval
- Adolf Jahr – kapten N. Greger, befälhavare på lastfartyget S/S Castor
- George Fant – Håkan Eriksson, besättningsman
- Stig Järrel – den pälsklädde, vapensmugglare
- Illona Wieselmann – Mimi, judisk flykting
- Carl Ström – förste maskinisten
- Alexander von Baumgarten – Dirty Dick, ägare till Dicks Bar i Gdynia
- Fritiof Billquist – förste styrman
- Gösta Holmström – andre styrman
- Anders Börje – Christian, besättningsman
- Stig Johanson – Jerker, besättningsman
- Åke Fridell – stewarden
- Jan Molander – rederiagenten
- Bengt Sundmark – Møen, andre maskinisten
- Georg Skarstedt – Strandmark, besättningsman
- Nils Hallberg – eldare
- Josua Bengtson – Masthugget, besättningsman
- Anders Andelius – Gutten, besättningsman
- Ivar Wahlgren – eldare

## Musik i filmen
- Potpurri på polska folkvisor, instrumental
- I Am the Girl of Innocence, kompositör Emanuel Warhaftig, sång Yanina Appelqvist och Anders Börje
- Rolling Home (Rolling Home Across the Sea), sång Anders Börje, George Fant, Stig Johanson, Anders Andelius och Henake Schubak
- Isle of Capri (Capri), kompositör Will Grosz, engelsk text Jimmy Kennedy, svensk text Sven-Olof Sandberg, sång Åke Fridell
- Vad skall man sjunga för flickor, kompositör Lennart Lundén, text Erik Axel Karlfeldt, sång Åke Fridell
- L' Internationale (Internationalen) , kompositör Pierre Degeyter, fransk text Eugène Pottier, svensk text Henrik Menander, sång Anders Börje, George Fant, Henake Schubak, Stig Johanson, Georg Skarstedt, Sten Sture Modéen och Anders Andelius